# Vlaicovăț
Vlaicovăț (sârbă Vlajkovac, maghiară Temesvajkóc, germană Wlajkowatz) este o localitate în Districtul Banatul de Sud, Voivodina, Serbia.

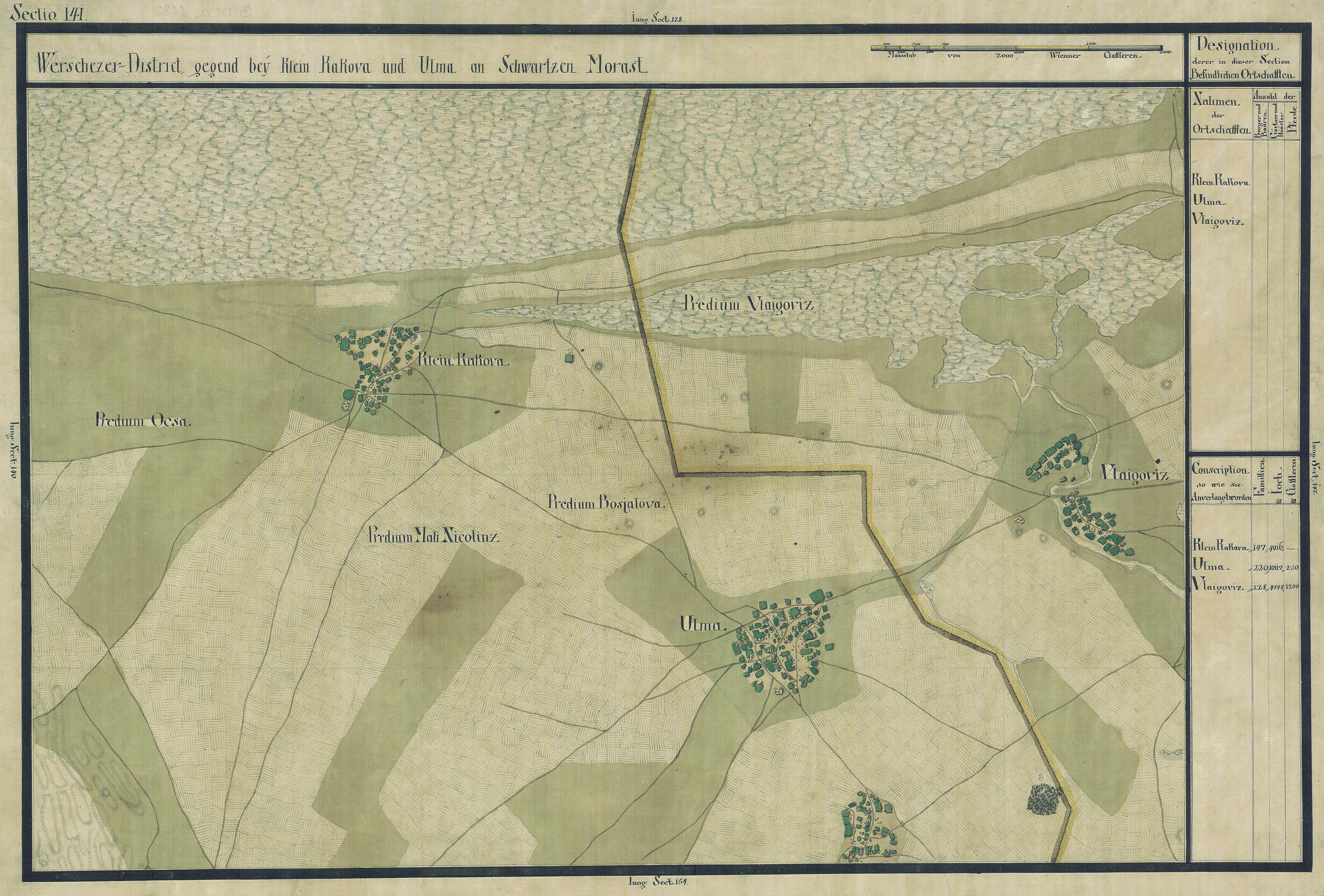
Vlaicovăţ în Harta Iosefină a Banatului, 1769-72